# آرامستان واگانکوفسکوی
آرامستان واگانکوفسکوی (روسی: Ваганьковское кладбище، ت. «Vagan'kovskoye kladbishche») در ناحیه پرسننسکی مسکو، روسیه واقع شده است. این آرامستان در سال ۱۷۷۱، در تلاش برای مهار شیوع طاعون خیارکی در روسیه مرکزی تأسیس شد. این آرامستان یکی از آرامستان‌هایی بود که در خارج از محدوده شهر ایجاد شده بود تا از گسترش بیماری جلوگیری شود.
تخمین زده می‌شود که بین‌سال‌های ۱۷۷۱ تا ۱۹۹۰ بیش از ۵۰۰٫۰۰۰ نفر در این آرامستان به خاک سپرده شده‌اند. از سال ۱۹۹۰، این آرامستان کمی بیش از ۱۰۰٫۰۰۰ قبر داشت. این آرامستان وسیع شامل گورهای دسته‌جمعی از نبرد بورودینو، نبرد مسکو و فاجعه خودینکا می‌باشد. این مکان محل به خاکسپاری بسیاری از افراد سرشناس از جوامع دانشگاهی، هنری، نظامی و ورزشی روسیه و اتحاد جماهیر شوروی سابق است.
این آرامستان توسط چندین کلیسای ارتدکس که بین سال‌های ۱۸۱۹ و ۱۸۲۳ در نسخه مسکووی سبک امپراتوری ساخته شده‌اند، سرو می‌شود.
از زمان شروع آن به عنوان یک شهر کوچک، دفن مردگان - به استثنای برخی موارد - در مکان‌های عبادت مرسوم در مسکو، مانند سایر شهرهای روسیه بود. پتر کبیر سنگ قبرهای روی زمین کلیسا را دوست نداشت و آنها را مانعی برای مراسم کلیسا و بی‌احترامی به کلیسا می‌دانست. وی در سال ۱۷۲۳ فرمانی صادر کرد که در تمام شهرهای امپراتوری روسیه فقط «افراد سرشناش» باید در کلیساهاو بقیه در صومعه‌ها یا کلیساهای محلی خارج از شهرها به خاک سپرده شوند. با این حال، این فرمان اجرا نشد، زیرا وی اندکی پس از صدور این فرمان در سال ۱۷۲۵ درگذشت و رسم خاکسپاری مردگان در کلیساها را بدون تغییر باقی ماند.
در سال ۱۷۷۱، کاترین کبیر، در تلاش برای مهار اپیدمی طاعون خیارکی در روسیه مرکزی، با فرمانی رعایای خود را از به خاکسپاری کسانی که بر اثر طاعون درگذشته بودند در هر صومعه یا آرامستان کلیسایی در مسکو منع کرد. به اهالی مسکو گفته شد که مردگان را فقط در کلیساهایی که بر اساس محله‌های مسکونی آنها اختصاص داده شده است دفن کنند. شش «کلیسای ویژه» در خارج از محدوده شهر برای این منظور تعیین شد. یکی از آنها در واگانوفسکوی در نزدیکی Presnya (ناحیه پرسننسکی فعلی) بود. کشته شدگان ناحیه اول، سوم و نیمی از ناحیه پنجم مسکو قرار بود برای دفن به آنجا فرستاده شوند.
ویلیام تاوبمن، دانشمند علوم سیاسی آمریکایی، نوشته که در طول پاکسازی بزرگ، نگهبانان مست به مشروب الکلی، زندانیان در حال گریه را پس از حفر قبرهای خود در آرامستان اعدام می‌کردند.

## مدفونان سرشناس
- آلکساندر عبدلف (۱۹۵۳–۲۰۰۸)، هنرپیشه
- واسیلی آگاپکین (۱۸۸۴–۱۹۶۴)، موسیقی‌دان، مؤلف ترانه "Farewell of Slavianka"
- بوریس آندریف (۱۹۱۵–۱۹۸۲)، هنرپیشه
- اینگا آرتامونوفا (۱۹۳۶–۱۹۶۶)، قهرمان اسکیت سرعت جهان
- گریگوری چوخرای (۱۹۲۱–۲۰۰۱)، کارگردان فیلم
- ولادیمیر دال (۱۸۰۱–۱۸۷۲)، فرهنگ‌نویس
- آناستازیا فیلاتوفا (۱۹۲۰–۲۰۰۱)، بانوی اول مغولستان
- سرگی گرینکوف (۱۹۶۷–۱۹۹۵)، قهرمان اسکیت روی یخ جفتی جهان و المپیک
- لئونید خاریتونوف (۱۹۳۰–۱۹۸۷)، هنرپیشه
- اوتاری کوانتریشویلی (۱۹۴۸–۱۹۹۴)، پدرخوانده مافیای گرجی
- لف لوکتف (۱۹۰۸–۱۹۸۱)، طراح artillery
- امیل لوتیانو (۱۹۳۶–۲۰۰۳)، کارگردان فیلم
- ایگور ماکوفسکی (۱۸۰۲–۱۸۸۶)، حسابدار و هنرمند
- آندری میرنف[۲] (۱۹۴۱–۱۹۸۷)، هنرپیشه
- ماریا میرونوفا[۲] (۱۹۱۱–۱۹۹۷)، هنرپیشه
- نادژدا لامانوفا (۱۸۶۱–۱۹۴۱)، طراح مد و لباس
- بولات اوکودژاوا (۱۹۲۴–۱۹۹۷)، شاعر و خواننده-ترانه‌پرداز، نویسنده
- واسیلی اوشچپکوف (۱۸۹۲–۱۹۳۷)، fighter
- لیودمیلا پاخومووا (۱۹۴۶–۱۹۸۶)، قهرمان world & Olympic ice dancing pairs
- en:Mikhail Pugovkin (۱۹۲۳–۲۰۰۸)، هنرپیشه
- پروش پروشیان (۱۸۸۳–۱۹۱۸)، سوسیالیست-انقلابی چپ
- آلکسی ساوراسوف (۱۸۳۰–۱۸۹۷)، نقاش
- گنادی شپالیکوف (۱۹۳۷–۱۹۷۴)، شاعر، فیلم‌نامه‌نویس
- دیوید شترنبرگ (۱۸۸۱–۱۹۴۸)، هنرمند
- ویتالی سولومین (۱۹۴۱–۲۰۰۲)، هنرپیشه
- آناتولی سولونیتسین (۱۹۳۴–۱۹۸۲)، هنرپیشه
- نیکلای ستاروستین (۱۹۰۲–۱۹۹۶)، بازیکن فوتبال
- واسیلی سوریکف (۱۸۴۸–۱۹۱۶)، نقاش
- یوگنی سوتلانوف (۱۹۲۸–۲۰۰۲)، رهبر ارکستر، آهنگساز، و نوازنده پیانو
- ایگور تالکوف (۱۹۵۶–۱۹۹۱)، شاعر، خواننده-ترانه‌پرداز
- آنا تیمیریوفا (۱۸۹۳–۱۹۷۵)، شاعر
- نیکا توربینا (۱۹۷۴–۲۰۰۲)، شاعر
- واسیلی تروپینین (۱۷۷۶–۱۸۵۷)، نقاش
- لف والسنکو (۱۹۲۸–۱۹۹۶)، نوازنده پیانو
- ولادیمیر ویسوتسکی (۱۹۳۸–۱۹۸۰)، شاعر، خواننده-ترانه‌پرداز، هنرپیشه
- واسیلی یان (۱۸۷۶–۱۹۵۴)، نویسنده
- لئونید ینگیباریان (۱۹۳۵–۱۹۷۲)، دلقک، میم، هنرپیشه
- یاکوف روزوال (۱۹۳۲–۲۰۱۵)، مهندس، مخترع
- Avgust Yavich [ru] (۱۹۰۰–۱۹۷۹)، نویسنده، روزنامه‌نگار، جنگ داخلی روسیه و جنگ جهانی دوم participant, اتحادیه نویسندگان اتحاد شوروی
- سرگئی یسنین (۱۸۹۵–۱۹۲۵)، شاعر، شوهر ایزادورا دانکن
- آنتونینا زوبکوفا (۱۹۲۰–۱۹۵۰)، خلبان بمب‌افکن جنگ جهانی دوم، قهرمان اتحاد شوروی
- en:Lev Gatovsky (۱۹۰۳–۱۹۹۷)، Soviet economist و director of the Institute of Economics[۳]